# Cicurina brevis
Espèce
Synonymes
- Tegenaria brevis Emerton, 1890
- Cicurina creber Banks, 1892

Cicurina brevis est une espèce d'araignées aranéomorphes de la famille des Cicurinidae.

## Distribution
Cette espèce se rencontre aux États-Unis au New Hampshire, au Maine, au Massachusetts, au Connecticut, dans l'État de New York, en Pennsylvanie, au Maryland, au Delaware, en Virginie, en Caroline du Nord, au Tennessee, au Missouri, en Illinois, en Indiana, en Ohio, au Michigan et au Wisconsin et au Canada au Manitoba, en Ontario, au Québec, au Nouveau-Brunswick et en Nouvelle-Écosse,.

## Description

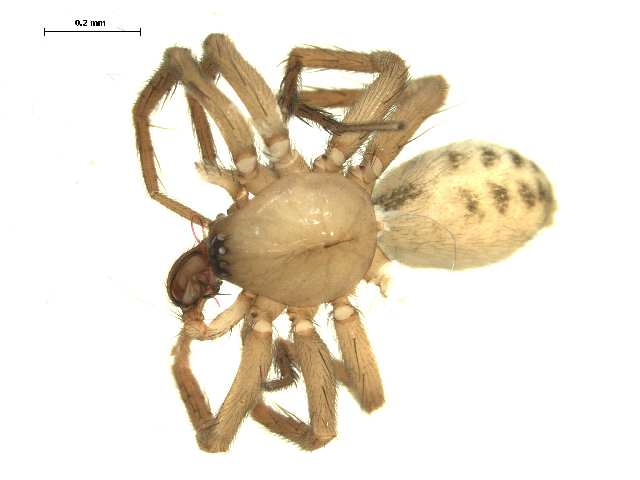
Cicurina brevis

Les mâles mesurent de 3,20 à 4,00 mm et les femelles de 2,85 à 4,10 mm.

## Systématique et taxinomie
Cette espèce a été décrite sous le protonyme Tegenaria brevis par Emerton en 1890. Elle est placée dans le genre Cicurina par Emerton en 1909.
Cicurina creber a été placée en synonymie par Emerton en 1909.

## Publication originale
- Emerton, 1890 : « New England spiders of the families Drassidae, Agalenidae and Dysderidae. » Transactions of the Connecticut Academy of Arts and Sciences, vol. 8, p. 166-206 (texte intégral).